# Southmont
Southmont – jednostka osadnicza w Stanach Zjednoczonych, w stanie Karolina Północna, w hrabstwie Davidson.